# Мер Кінгстауна
«Мер Кінсгтауна» (англ. Mayor of Kingstown) — американський телесеріал Тейлора Шерідана і Г'ю Діллона в жанрі кримінального трилера. Прем'єра відбулася 14 листопада 2021 року на стримінговій платформі Paramount+.

## Сюжет
У центрі сюжету — впливова родина Макласкі в Кінгстауні (штат Мічиган), яка займається тюремним бізнесом. У серіалі порушуються теми системного расизму, корупції та нерівності.

## У ролях

### Головні ролі
- Джеремі Реннер — Майк Макласкі
- Дайан Віст — Міріам Макласкі
- Емма Лейрд — Айріс
- Дерек Вебстер — Стіві
- Тейлор Гендлі — Кайл Макласкі
- Г'ю Діллон — Іан
- Фаріз Ласс
- Тобі Бамтефа
- Кайл Чендлер — Мітч Макласкі
- Ейдан Гіллен — Міло Сантер
- Геміш Аллан-Гідлі — Роберт

### Другорядні ролі
- Джеймс Джордан — Ед Сіммонс
- Ніші Мунші — Трейсі Макласкі
- Ніколь Ґалісія — Ребекка
- Ендрю Говард — Дьюк
- Майкл Біч — капітан поліції Карім Мур
- Некар Задеґан — Евелін Фоулі
- Джейсон Келлі — Тім Вівер
- Мандела ван Піблз -Сем
- Роб Керкленд — капітан Волтер
- Наташа Марк — Черрі

## Виробництво
Проєкт був анонсований у січні 2020 року, коли компанія Paramount Network замовила виробництво телесеріалу. У лютому 2021 стало відомо, що серіал вийде на платформі Paramount+ і в ньому зніметься Джеремі Реннер.
Зйомки почалися 17 травня 2021 в Торонто (Канада) і завершилися 2 жовтня того ж року.

## Прем'єра
Прем'єра першого сезону, що складається з десяти епізодів, відбулася 14 листопада 2021 на стримінговій платформі Paramount+.

## Оцінки критиків
На сайті Rotten Tomatoes серіал має рейтинг 32 % на підставі 25 рецензій критиків із середнім балом 5,8 з 10. При цьому рейтинг у аудиторії значно вищий і становить 88 %.
На сайті Metacritic рейтинг серіалу становить 54 бали зі 100 можливих на підставі 15 рецензій критиків, що означає «середні або змішані відгуки».